# Ron Cobb
Ronald Ray Cobb (Los Angeles, 21 de setembro de 1937 – Sydney, 21 de setembro de 2020) foi um ilustrador e designer norte-americano, naturalizado australiano.
Ron trabalhou em vários filmes famosos como Star Wars: Episódio IV – Uma Nova Esperança (1977), Alien, o Oitavo Passageiro (1979), Raiders of the Lost Ark (1981), Conan the Barbarian (1982), Back to the Future (1985), The Abyss (1989) e Total Recall (1990).

## Biografia
Ron nasceu em Los Angeles, em 1937. Ainda criança começou a desenhar e aos 18 anos, sem ter qualquer formação ou experiência com ilustração, Ron começou a trabalhar com animação para os estúdios Disney, em Burbank, Califórnia. Lá dentro, ele cresceu na carreira, trabalhando com storyboards na animação de A Bela Adormecida, de 1959, último filme da Disney pintado a mão.
Depois de A Bela Adormecida, Ron deixou a Disney. Nos próximos três anos ele teve vários empregos como office boy, montador em uma fábrica, pintor, até ser recrutado pelo Exército dos Estados Unidos, em 1960. Nos dois próximos anos, ele entregou documentos confidenciais nos arredores de San Francisco, ficando mais um ano para evitar ser enviado para a divisão de infantaria. Em seguida, ele foi enviado para o Vietnã, em 1963, como desenhista trabalhando para a Signal Corps, do Exército.

Bandeira da ecologia

Com sua dispensa, ele trabalhou como artista freelancer, trabalhando para o Los Angeles Free Press, em 1965. Editador e publicado por Art Kunkin, o Los Angeles Free Press foi um dos primeiros jornais alternativos dos anos 1960, em especial por seu radicalismo político. Os cartuns de Ron Cobb eram bastante famosos no jornal, aparecendo com regularidade nos jornais do Underground Press Syndicate. Ainda que fosse considerado como um dos melhores cartunistas entre os anos 1960 e 1970, Ron ganhou pouco dinheiro com sua arte e sempre estava em busca de oportunidades. Alguns de seus projetos paralelos incluem a capa para o álbum de 1967 de Jefferson Airplane.
Em 1969, Ron criou o símbolo da ecologia, depois incorporado à bandeira da ecologia.

## Sydney
Em 1972, Ron se mudou para a Austrália, onde seu trabalho aparecia com frequência em revistas como a The Digger, uma publicação independente. Ron retornou ao mundo do cinema, depois de sua saída da Disney no final dos anos 1950 para trabalhar com Dan O'Bannon. Ele desenhou a nave do filme de 1973, Dark Star. Depois de trabalhar com Alejandro Jodorowsky em uma adaptação não concluída de Duna, Ron foi recrutado pela Lucasfilm para criar a arte conceitual de Star Wars: Episódio IV – Uma Nova Esperança (1977). Junto de John Mollo e Ralph McQuarrie, ele criou vários desenhos de espécies alienígenas exóticas para a cena do bar de Mos Eisley.
Ron estava escalado para dirigir Night Skies, uma primeira versão do que viria a ser E.T. O Extraterrestre. Spielberg lhe ofereceu a cadeira de direção, mas com as mudanças no roteiro, Spielberg resolveu dirigir E.T.. Ron não participou do longa, pois estava na Espanha, trabalhando em Conan the Barbarian (1982), mas ficou com 1% do faturamente de E.T. Em 1985, Ron foi creditado como "Consultor de viagens no tempo", no filme Back to the Future.
Em 1986, Ron voltaria a trabalhar na franquia de filmes de Alien, desta vez em Aliens, de James Cameron. Ron desenhou todos os sets de filmagens, como o exterior e o interior da colônia de LV-426, bem como todos os veículos utilizados. A nave porta-tropas também foi criação sua. Ele trabalharia com Cameron novamente em The Abyss, em 1989, onde contribuiu para o desenho da plataforma submarina Deep Core, além de ter criado dois submergíveis totalmente operacionais, mais os trajes de mergulho utilizados pelos atores.
Nos anos 1990, Ron trabalhou para a Rocket Science Games, onde desenhou personagens para vários jogos de tabuleiros.[carece de fontes?] Junto de sua esposa, Robin Love, ele escreveu um dos episódios de The New Twilight Zone, chamado "Shelter Skelter".

## Morte
Ron faleceu em 21 de setembro de 2020, no dia de seu aniversário de 83 anos, devido a complicações desencadeadas pela demência com corpos de Lewy que o afligia já havia alguns anos.